# جامشا
جامتشا (بالبنغالية: গমছ)، والمعروفة أيضًا باسم جامتشا وجاموتشا وجاموسا وأنجوشا، هي قطعة مستطيلة من القماش القطني الخشن التقليدي، أحيانًا بتصميم مربع، يرتديها الرجال كغطاء رأس تقليدي في شبه القارة الهندية، وخاصة في شرق الهند ( بما في ذلك آسام )، بنغلاديش، وكذلك في شرق تيراي في نيبال.  كما أصبحت شائعة بعض الشيء في الثقافات الأخرى في الهند والآن في ما يعرف بباكستان بعد التقسيم الهندي، وكذلك في أجزاء مختلفة من جنوب شرق آسيا. 
غالبًا ما يتم ارتداؤه على جانب واحد من الكتف. يختلف مظهره من منطقة إلى أخرى، وقد تم ارتداؤه تقليديًا كوشاح من قبل رجال أوديا والرجال البنغاليين . جامشا هو أيضًا غطاء للرأس للرجال البنغاليين في بنغلاديش. ايضا الجامتشا تم ذكرها في أوديا مهابهاراتا بواسطة سارالا داسا كجزء من اللباس التقليدي لرجال أوديا.

## أصل الاسم
كلمة " جامشا " هي كلمة بنغالية مشتقة من كلمتين بنغاليتين بسيطتين للغاية وشائعة الاستخدام ، (গ) والتي تعني "الجسم"، و (মুছ) والتي تعني "امسح". تُترجم حرفيًا إلى "شيء يمكن مسح الجسم به"، إلا أن تفسير كلمة " جامشا " على أنها المنشفة هو أمر مضلل.

## تاريخ
يمكن إرجاع تاريخ الجاموتشا إلى العصور القديمة عندما اُستُخدم كمنديل أو غطاء للرأس من قبل شعب البنغال . مع مرور الوقت، أصبح قطعة أساسية من الملابس للمزارعين والعمال الذين يعملون في الحقول. تم استخدام الجاموتشا لمسح العرق من الوجه والرقبة ولحماية الرأس من أشعة الشمس.[بحاجة لمصدر]

## استخدامات اخرى
يتم ارتداء الجامشا في المقام الأول كعمامة أو غطاء للرأس مشابه للكوفية في المناطق الريفية.  إذا لم يكن الأمر كذلك، يتم رميها أحيانًا حول الجسم أو فوق الكتف.  ومع ذلك، يمكن استخدامها لأغراض أخرى.

### الرمز الثقافي

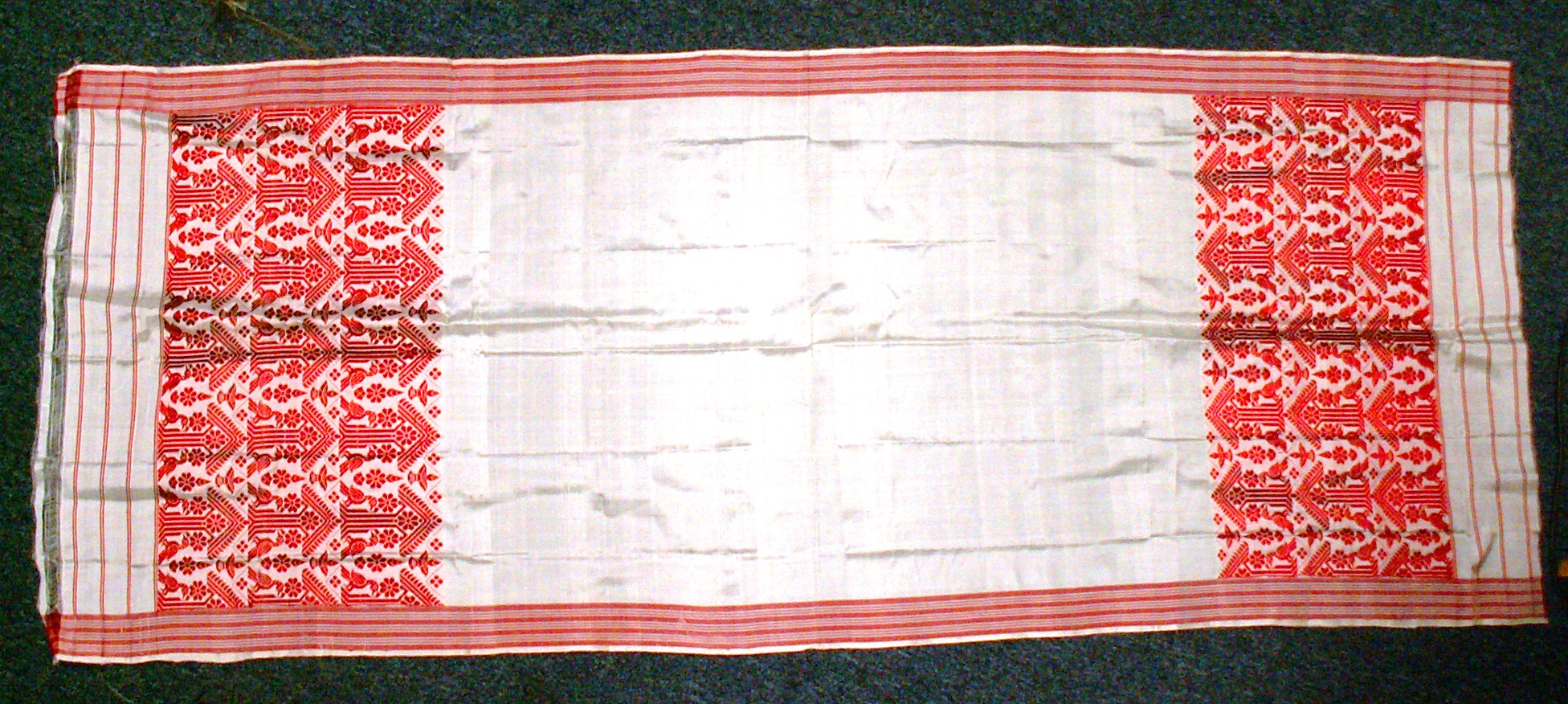
جاموسا آسامية مع تصاميم التطريز.

كان المزارعون يستخدمونه في المناطق الريفية لأغراض مختلفة، وأصبح الجامشا قناعًا بديلاً للوجه من القماش في ريف الهند. زادت أهمية إرشادات منظمة الصحة العالمية  بشأن الاستخدام الضروري للأقنعة للحماية من كوفيد، وأصبحت خيارًا لأقنعة الوجه بمجرد ارتدائها على الوجه. ازدادت الحاجة إلى قطعة الملابس التقليدية هذه منذ أن ألقى رئيس وزراء الهند خطابًا تلفزيونيًا وهو يرتدي جامشا (مانيبوري جامشا، المعروف أيضًا باسم ميتي لينغيان). لقد أصبح رائجًا منذ ذلك الحين في المناطق الحضرية أيضًا. 

## الجوانب التجارية
يتم إنتاج الجامشا كمنتج أساسي للنول اليدوي بواسطة النساجين التقليديين. في الوقت الحاضر، يتباطأ إنتاج الجاموتشا الخشنة المصنوعة يدويًا في أوديشا .  حققت قطعة جاموتشا التي يبلغ طولها 1455.3 مترًا والمعروضة في دلهي رقمًا قياسيًا عالميًا حيث أصبحت أطول قطعة قماش منسوجة يدويًا في العالم. 